# Newtonie commune
Newtonia brunneicauda
Espèce
Statut de conservation UICN

 LC  : Préoccupation mineure
La Newtonie commune (Newtonia brunneicauda) est une espèce d'oiseaux de la famille des Vangidae.

## Répartition
Cette espèce est endémique de Madagascar.